# Juan de Médici (1467 - 1498)
Giovanni di Pierfrancesco di Medici, apodado "il Popolano", "El Populista", (Florencia, 21 de octubre de 1467-Bagno di Romagna, 14 de septiembre de 1498) fue un miembro de la rama llamada "de los populistas" de la influyente familia florentina Médici, hijo de Pierfrancesco el Viejo y hermano menor de Lorenzo di Pierfrancesco de Médici.

## Primeros años
Tras la muerte de su padre en 1476, él y su hermano, tuvieron como tutores a sus primos Juliano y Lorenzo. Crecieron en el ambiente culto y refinado que rodeaba a Lorenzo el Magnífico. Ambos se formaron bajo las enseñanzas de ilustradas personalidades como Marsilio Ficino y Angelo Poliziano, desarrollando pasión por los estudios clásicos y por los libros, a tal punto que construyeron una completa biblioteca de manuscritos iluminados.

## Enemistad entre familia
Con el tiempo, la relación con Lorenzo se deterioró por motivos económicos, ya que El Magnífico administraba la herencia de los hermanos, y no la entregó cuando ellos cumplieron la mayoría de edad. La hostilidad fue grande y solamente se pudo llegar a un acuerdo gracias al arbitraje de un magistrado quien puso temporalmente un fin al conflicto. Tras la muerte de Lorenzo, la enemistad entre ambas ramas familiares vuelve a surgir, al enemistarse con su sucesor, Pedro II de Médici, quien los exilió en abril de 1494.
El exilio fue breve ya que en noviembre de ese mismo año ambos volvieron a Florencia, cuando Pedro huyó tras la entrada en la ciudad de Carlos VIII de Francia quien reclamaba para sí el poder. Juan y su hermano apoyaron al nuevo gobierno republicano instaurado por Savonarola tomando el epíteto de "Populistas" para distanciarse de la rama tiránica de su familia y así testimoniar su fidelidad al nuevo régimen.

## Matrimonio
En 1497, Juan se casó en secreto con la célebre Catalina Sforza, señora de Imola y condesa de Forlì. De esa unión nació al año siguiente un hijo de nombre Ludovico, pero a los pocos meses Juan enfermó y murió y su esposa le dio su nombre al hijo, quien fuera años más tarde conocido como Juan de las Bandas Negras, último Capitán de Ventura y padre de Cosme I de Médici, quien sería el primer gran duque de Toscana.